# 薛西佛斯.exe
《薛西佛斯.exe》，是一部2017年臺灣首部藥癮者紀錄片，由李惠仁執導。片名的「薛西佛斯」是指希臘神話中一位被懲罰的人，而「EXE格式」是OS/2、MS-DOS和Windows通用的執行檔副檔名。

## 劇情
紀錄多位服用毒品的藥癮者，在產生物質依賴的現象後，所引發的藥物戒斷，及面對的社會觀感、壓力與挫折。

## 製作
中華民國法務部調查局、中國信託反毒教育基金會、美國緝毒局教育基金會合作，耗資新台幣五千萬元及兩年時間，透過科技互動裝置及3D動畫製作宣導影片，並協助李惠仁拍攝該片。

## 發行
2017年中國信託反毒教育基金會舉辦「識毒─揭開毒品上癮的真相」反毒教育特展，巡迴至臺北市市政大樓、國立臺灣科學教育館、國立科學工藝博物館、花蓮文化創意產業園區、昇恆昌金湖廣場等地，並放映該部21分鐘版本的紀錄片。
2017年11月24日台北W飯店在重新改裝WOOBAR酒吧前夕，舉辦 ART @ WOOBAR 藝術展覽。並邀請台北市毒品危害防制中心共同合作，安排活動講座及該部紀錄片的首映會。

## 外部連結
- YouTube上的李惠仁導演【 薛西佛斯.exe 】記錄片- 前導